# Annabelle Serpentine Dance
Annabelle Serpentine Dance is een Amerikaanse stomme film, de eerste maal uitgebracht in 1895. De film werd gemaakt door de Edison Manufacturing Company en geregisseerd door William K.L. Dickson. De film wordt gezien als de eerste met de hand ingekleurde film (ingekleurd door Thomas Edison).
Deze film behoort tot een tiental korte films die van de danseres Annabelle Moore gemaakt werden in de filmstudio Black Maria tussen 1894 en 1897. Deze maal danst ze een, in die periode populaire, serpentine dance. Verschillende andere versies van de film werden uitgebracht in 1896 en 1897. De eerste film werd oorspronkelijk uit de kinetoscooppaleizen geweerd, omdat op een bepaald moment het ondergoed van de danseres zichtbaar was.